# Katie Robinson
Katie Robinson (8 agosto 2002) è una calciatrice inglese, attaccante dell'Aston Villa della nazionale inglese.

## Carriera

### Club
Robinson inizia la carriera nelle giovanili del Bristol City per poi essere aggregata alla prima squadra dalla stagione 2018-2019. Sotto la guida tecnica di Tanya Oxtoby fa il suo debutto in FA Women's Super League, massimo livello del campionato inglese femminile di calcio, 14 ottobre 2018, alla 5ª giornata di campionato, rilevando all'83' Juliette Kemppi nella sconfitta interna per 1-0 contro il Birmingham City. Qualche settimana più tardi, il 5 dicembre, sigla il suo primo gol in carriera da senior in FA Women's League Cup, portando a 5 le reti di vantaggio sulle avversarie dell'Aston Villa, squadra di seconda fascia, nell'incontro poi terminato 5-2 per la squadra di Bristol.
Dopo due stagioni ha rifiutato un prolungamento del contratto con il club, lasciandolo al termine della stagione 2019-2020.

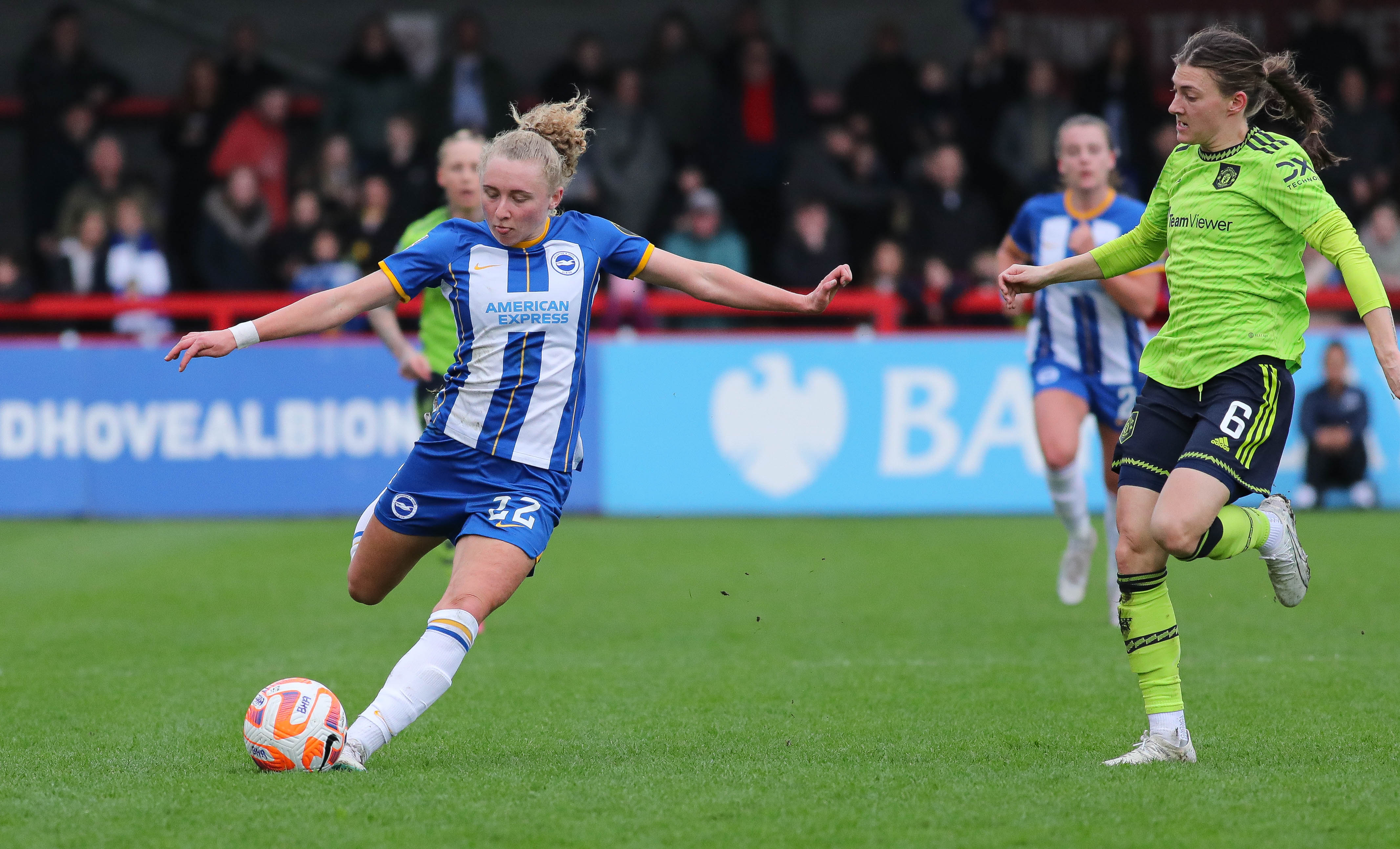
Robinson in un'azione di gioco contro il nella stagione 2022-2023.

Il 13 luglio 2020 venne annunciato il suo arrivo al Brighton & Hove, con Robinson che firma in quell'occasione il suo primo contratto da professionista. Il tecnico Hope Powell la impiega da titolare già dalla 1ª giornata di campionato, nella vittoria casalinga per 2-0 sul Birmingham City, tuttavia per un grave infortunio subito in allenamento, procurandosi una lesione al legamento crociato anteriore a qualche giorno dal debutto con la nuova maglia, Robinson è costretta a disertare il terreno di gioco per il resto della stagione. Ritorna a disposizione di Powell dall'inizio della stagione seguente, tuttavia trovando relativamente poco spazio, durante la sessione invernale di calciomercato viene ceduta in prestito al Charlton Athletic con il quale disputa la seconda parte del Women's Championship 2022-2023 (secondo livello inglese), contribuendo a far raggiungere alla nuova squadra il 5º posto in classifica.
Per la stagione 2022-2023 ha fatto ritorno al Brighton & Hove, allenata dalla statunitense Melissa Phillips, la quale le ha riposto fiducia, impiegandola con costanza in tutti i 22 incontri di campionato; Robinson ha realizzato 4 reti, terza migliore realizzatrice della squadra dopo Elisabeth Terland (7) e Danielle Carter (5). Ha giocato tutte le partite di campionato anche nella stagione 2023-2024. Dopo due annate consecutive al Brighton & Hove Albion, si è trasferita all'Aston Villa nel luglio 2024.

### Nazionale
Robinson inizia ad essere convocata dalla Federcalcio inglese (TheFA) dal 2018 per vestire la maglia della formazione Under-17, chiamata dal tecnico federale John Griffiths per disputare le qualificazioni all'Europeo di Bulgaria 2019, debuttandovi il 19 settembre rilevando Fran Stables al 67' e segnando il terzo gol dell'Inghilterra nella vittoria per 6-0 sulla Moldavia a Chișinău. In seguito Griffiths decide di concederle piena fiducia impiegandola in tutti gli incontri di qualificazione dove Robinson, che segna anche una doppietta all'Azerbaigian, contribuisce a far accedere la sua nazionale alla fase finale. Confermata in rosa anche con la squadra in partenza per la Bulgaria, durante il torneo UEFA scende in campo in tutti i tre incontri del gruppo B della fase a gironi, siglando la rete della vittoria per 2-11 con l'Austria e ripetendosi nella vittoria per 2-0 con i Paesi Bassi, dove però l'Inghilterra, pur chiudendo il girone con una sola sconfitta al pari della Germania e Paesi Bassi viene da queste superata in classifica per migliori differenze reti e per questo eliminata. Questa rimane l'unica esperienza in U-17 di Robinson che colleziona complessivamente, amichevoli comprese, 11 presenze siglando 8 reti.
Per indossare nuovamente la maglia dell'Inghilterra, questa volta della nazionale maggiore, deve attendere l'autunno 2022 quando la selezionatrice Sarina Wiegman la chiama in occasione delle amichevoli dell'11 e 15 novembre rispettivamente con Giappone e Norvegia. Robinson debutta con la maglia senior delle Three Lionesses nel secondo dei due incontri, rilevando Nikita Parris all'83' xdella partita conclusasi con una rete par parte. Da allora Wiegman la convoca con regolarità, disputando una serie di amichevoli prima di essere inserita in rosa con la squadra che affronta la seconda edizione dell'Arnold Clark Cup nel febbraio 2023. Qui Robinson, scesa in campo con Corea del Sud, vittoria per 4-0, e Italia, vittoria per 2-1, condivide con le compagne la conquista del suo primo titolo internazionale. Qualche mese più tardi, il 31 maggio, viene inserita della lista delle 23 calciatrici in rosa per il Mondiale di Australia e Nuova Zelanda 2023.

## Statistiche

### Presenze e reti nei club
Statistiche aggiornate al 27 maggio 2023.
| Stagione               | Squadra                | Campionato             | Campionato | Campionato | Coppe nazionali | Coppe nazionali | Coppe nazionali | Coppe continentali | Coppe continentali | Coppe continentali | Altre coppe | Altre coppe | Altre coppe | Totale | Totale |
| Stagione               | Squadra                | Comp                   | Pres       | Reti       | Comp            | Pres            | Reti            | Comp               | Pres               | Reti               | Comp        | Pres        | Reti        | Pres   | Reti   |
| ---------------------- | ---------------------- | ---------------------- | ---------- | ---------- | --------------- | --------------- | --------------- | ------------------ | ------------------ | ------------------ | ----------- | ----------- | ----------- | ------ | ------ |
| 2018-2019              | Bristol City           | FA WSL                 | 7          | 0          | CI              | 1               | 1               | -                  | -                  | -                  | CL          | 2           | 1           | 10     | 2      |
| 2019-2020              | Bristol City           | FA WSL                 | 10         | 0          | CI              | 2               | 1               | -                  | -                  | -                  | CL          | 5           | 1           | 17     | 2      |
| Totale Bristol City    | Totale Bristol City    | Totale Bristol City    | 17         | 0          |                 | 3               | 2               |                    | -                  | -                  |             | 7           | 2           | 27     | 4      |
| 2020-2021              | Brighton & Hove        | FA WSL                 | 1          | 0          | CI              | 0               | 0               | -                  | -                  | -                  | CL          | 0           | 0           | 1      | 0      |
| 2021-gen. 2022         | Brighton & Hove        | FA WSL                 | 6          | 0          | CI              | 0               | 0               | -                  | -                  | -                  | CL          | 3           | 0           | 9      | 0      |
| gen-giu 2022           | Charlton Athletic      | FA WC                  | 9          | 1          | CI              | 2               | 1               | -                  | -                  | -                  | CL          | 0           | 0           | 11     | 2      |
| 2022-2023              | Brighton & Hove        | WSL                    | 22         | 4          | CI              | 4               | 1               | -                  | -                  | -                  | CL          | 3           | 0           | 29     | 5      |
| 2023-2024              | Brighton & Hove        | WSL                    | 22         | 3          | CI              | 3               | 1               | -                  | -                  | -                  | CL          | 4           | 1           | 29     | 5      |
| Totale Brighton & Hove | Totale Brighton & Hove | Totale Brighton & Hove | 51         | 7          | -               | 7               | 2               | -                  | -                  | -                  | -           | 10          | 1           | 68     | 10     |
| Totale carriera        | Totale carriera        | Totale carriera        | 77         | 8          | -               | 12              | 5               | -                  | -                  | -                  | -           | 17          | 3           | 106    | 16     |

## Palmarès

### Nazionale
- Arnold Clark Cup: 1

2023
- Finalissima: 1

2023